# 索菲娅王后国家艺术中心博物馆

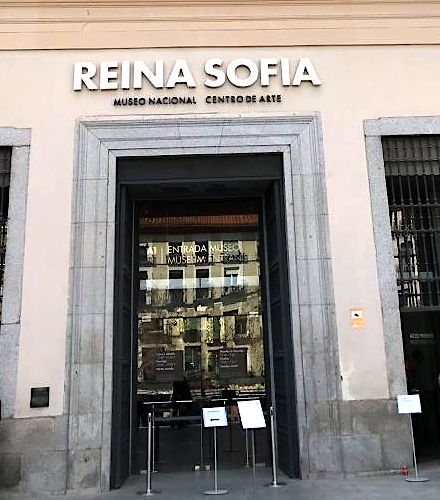
正门

索菲娅王后国家艺术中心博物馆（Museo Nacional Centro de Arte Reina Sofía）是西班牙马德里的一座国立20世纪美术博物馆。

## 历史
这座美术馆于1992年9月10日正式开幕，得名于西班牙索菲娅王后。索菲娅王后艺术中心靠近阿托查车站和地铁站，位于沿着普拉多大道的所谓艺术金三角（Triángulo del Arte auch Triángulo de Oro）的南端（还包括普拉多博物馆和提森-博內米薩博物館）。
索菲娅王后艺术中心主要收藏西班牙艺术品，其亮点是20世纪西班牙两位大师的杰作：巴勃罗·毕加索的《格爾尼卡》，以及萨尔瓦多·达利的作品。外国艺术家的作品不多。
博物馆的中央建筑是18世纪的医院。1980年开始进行广泛的现代装修。1988年，新博物馆部分向公众开放，同年成为国家博物馆。2005年10月开始，法国建筑师让·努维尔设计的面积8000平方米，耗资9200万欧元的扩建工程开幕。